# Hendrik Wefers Bettink

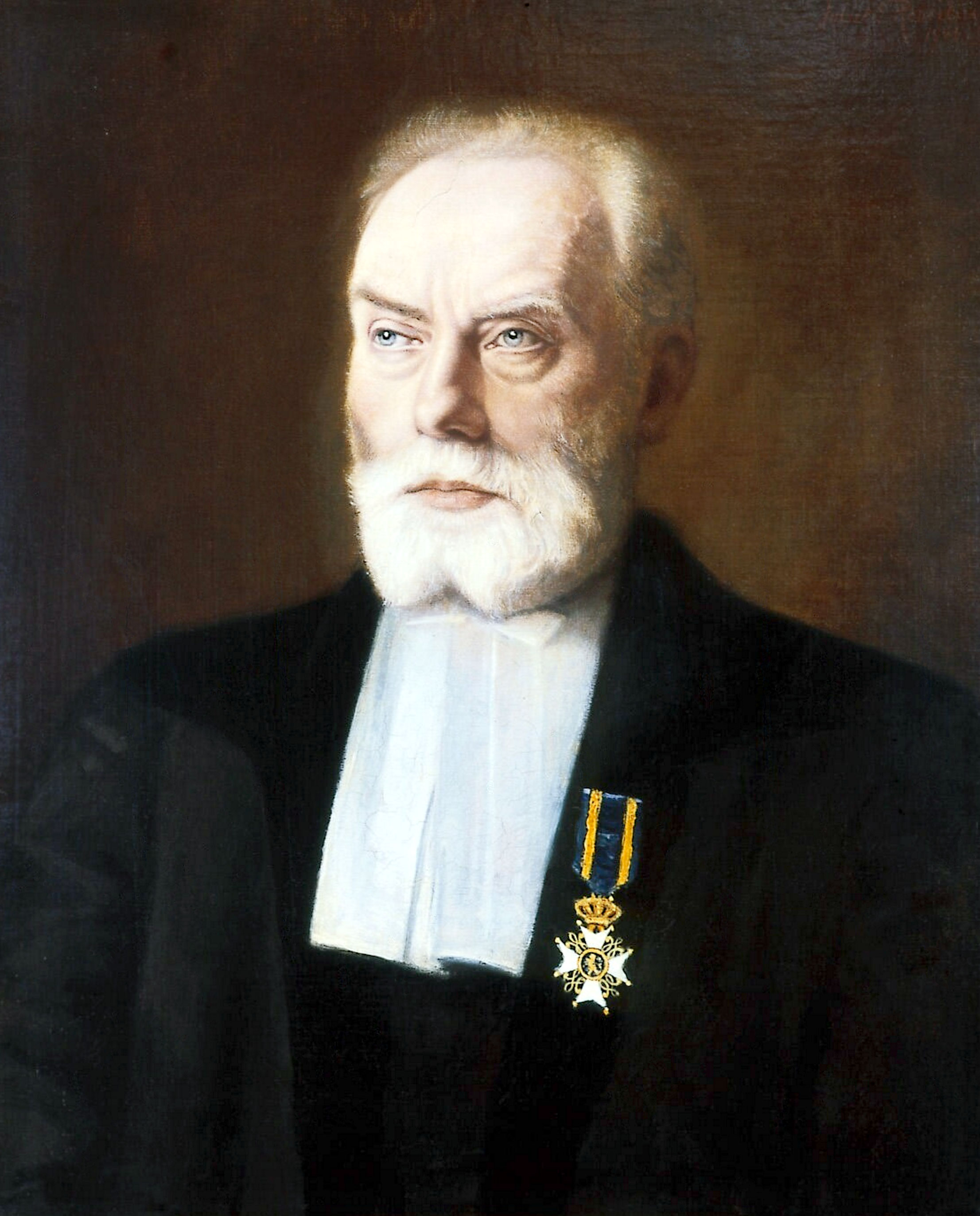
Hendrik Wefers Bettink

Hendrik Wefers Bettink (* 17. März 1839 in Utrecht; † 19. November 1921 ebenda) war ein niederländischer Pharmakologe.

## Leben
Hendrik war der Sohn des Apothekers Dirk Cornelis Wefers Bettink (* 20. Januar 1798 in Utrecht; † 1. Februar 1875 ebenda) und dessen Frau Johanna Paulina Schonenberg (* 23. März 1809 in Rotterdam; † 18. Oktober 1896 in Utrecht). Nach der Absolvierung der französischen Volksschule begann er als Vierzehnjähriger eine Apothekerlehre. Nachdem er im Juni 1859 seine Lehrausbildung beendet hatte, setzte er seine Ausbildung fort und begann 1865 ein Studium der Chemie an der Universität Utrecht. Sein prägender Lehrer in Chemie wurde hier Eduard Mulder, bei Buys Ballot beschäftigte er sich mit Mathematik, van Rees unterrichtete ihn in Physik, Harting machte ihn mit der Zoologie vertraut und er besuchte Miquels Vorlesungen zur Botanik.
Da er seinen Lebensunterhalt sichern musste, nahm er während seiner Studienzeit 1866 eine Stelle als Lehrer der Naturhistorie an einer privaten Mädchenschule in Utrecht an und promovierte am 18. Januar 1870 bei Mulder mit dem Thema Onderzoekingen over de oplosbaarheid van CO2 in water, en den invloed, dien sommige zouten daarop uitoefenen (deutsch: Untersuchungen zur Löslichkeit von Kohlendioxid in Wasser, und welchen Einfluss einige Salze dabei ausüben) zum Doktor der philosophischen Wissenschaften. 1868 ging er als Lehrer an die höhere Bürgerschule (H.B.S.) in Sappemeer, wurde 1870 Direktor der Tages- und Abendschule in Utrecht und agierte ab 1876 an der höheren Bürgerschule zur Ausbildung der Militärapotheker für Niederländisch-Indien in Utrecht. 1877 wurde er an der Utrechter Hochschule erster Professor der Pharmazie und Toxikologie, welche Aufgabe er mit der Einführungsrede Het verleden, het heden en de toekomst der pharmacie (deutsch: Die Vergangenheit, die Gegenwart und die Zukunft der Pharmazie) übernahm.
Als solcher gründete er 1883 das pharmazeutische Institut in Utrecht und beteiligte sich im Akademiejahr 1899/1900 als Rektor der Alma Mater auch an den organisatorischen Aufgaben der Hochschule. Gemeinsam mit Matthijs Salverda (1840–1886) schrieb er ein Lehrbuch Over de kennis der Natuur (deutsch: Über die Kenntnis der Natur), zudem eine große Anzahl von fachspezifischen Artikeln in den wissenschaftlichen Zeitschriften und Journalen seiner Zeit. Wefers Bettink wurde Ehrenmitglied der niederländischen Gesellschaft für Pharmazie und anderer pharmakologischer Vereinigungen des Auslands. So zum Beispiel am 25. Mai 1901 als korrespondierendes Mitglied der Académie royale de Médecine von Belgien. Er war Mitglied des Stadtrats von Utrecht, wurde 1900 Ritter des Ordens vom niederländischen Löwen und Offizier des Ordens von Oranje Nassau. Außerdem bekleidete er eine außerordentliche Professur an der Universität von Amsterdam. Am 1. Oktober 1908 wurde Wefers Bettink aus seiner Professur emeritiert.

## Familie
Wefers Bettink war zwei Mal verheiratet. Seine erste Ehe schloss er am 24. Juli 1872 in Utrecht mit Rosette Christine Osti (* 1. Mai 1849 in Utrecht; † 29. März 1876 ebenda), die Tochter des Nicolaas Clement Osti (get. 15. Mai 1803 in Utrecht; † 28. Januar 1867 in Utrecht) und dessen Frau Margaretha Christina Klanck (* 13. Januar 1809 in Utrecht; † 24. Dezember 1885 in Utrecht). Seine zweite Ehe ging er am 20. März 1879 in Rotterdam Helena Gijsberta Koningsberger (* 17. April 1851 in Rotterdam; † 21. November 1945 in Utrecht), die Tochter des Jacob Christiaan Koningsberger (* 10. September 1809 in Amsterdam; † 13. Januar 1890 in Rotterdam) und der Wilhelmina Cathrina Hendrina Witkamp (* 6. Januar 1817 in Rotterdam; † 3. Dezember 1904 in Rotterdam), ein. Aus beiden Ehen stammen Kinder. Von diesen kennt man:
- Nicolaas Clement I Wefers Bettink (* April 1873 in Utrecht; † 5. Juni 1873 ebenda)
- Nicolaas Clement II Wefers Bettink (* 12. April 1874 in Utrecht; † 20. Juni 1936 in Haarlem) verh. 5. Mai 1904 in Rheden mit Hendrina Maria Brouwer (* 4. September 1876 in Rheden)
- Rosette Christine Johanna Paulina Wefers Bettink (* 2. März 1876 in Utrecht; † 12. Juli 1936 in Rotterdam) verh. 29. März 1906 in Utrecht mit Jan Adriaan Levin Röder (* 29. März 1880 in Rotterdam; † 8. Dezember 1951 in Rotterdam)
- Jacob Christian Wefers Bettink (* 18. August 1880 in Utrecht; † 24. Juni 1960 in Arnhem), verh. 19. September 1922 mit Laure Rezina Maximilienne Heinze (* 25. Januar 1902 in Amsterdam)
- Willem Cornelis Hendrik Wefers Bettink (* 16. März 1892 in Utrecht; † 22. Dezember 1965 in Enschede) verh. 24. Februar 1919 in Denekamp mit Engelina Johanna Wilhelmina Hondelink (* 29. April 1898 in Denekamp; † 14. Juli 1944 in Enschede)
- Johan Paul Wefers Bettink (* 23. April 1884 in Utrecht; † 25. Februar 1962 ebenda) wurde Arzt, verh. I. am 18. September 1913 in Amsterdam mit Elisabeth Schrikker (* 4. März 1891 in Amsterdam; † 23. März 1967 in Utrecht) verh. II. im April 1937 in Den Haag mit Hendrina Maria van Rossem (* 16. Juli 1895 in Oosterbeek; † 18. Oktober 1954 in Utrecht)